# 山形県立米沢商業高等学校
山形県立米沢商業高等学校（やまがたけんりつ よねざわしょうぎょうこうとうがっこう, Yamagata Prefectural Yonezawa Commercial High School）は、山形県米沢市本町三丁目にあった県立の高等学校。

## 概要
歴史
1902年（明治35年）創立の「米沢市立商業補習学校」を前身とする。商業学校を経て、1948年（昭和23年）の学制改革により、新制高等学校となった。現校名となったのは1950年（昭和25年）。2022年（令和4年）に創立120周年を迎えた。
設置課程・学科
全日制課程
- 商業科

校訓
「至誠、進取」 - 創立時の校訓は「士魂・商才」であったが、創立20周年を迎えた1922年（大正11年）に「至誠・進取」に改定された。
校章
地元、米沢城の異名「舞鶴城」にちなみ、翼を広げた鶴の絵と校名の「商」の文字を組み合わせたものとなっている。
校歌
創立20周年を迎えた1922年（大正11年）に校訓とともに制定された。作詞は須藤栄吉（当時の英語教師）、作曲は大沼哲（陸軍軍楽少佐）による。歌詞は3番まであり、校名は歌詞中に登場しない。
制服
冬服は男女ともにブレザー、男子はネクタイにズボン、女子はリボンにスカート。男子のブレザーはグレー、女子のブレザーはえんじ色。

## 沿革
旧制・商業学校時代
- 1902年（明治35年）
  - 4月1日 - 「米沢市立商業補習学校」が東寺町尋常小学校に附設される。
  - 6月13日 - 開校。
- 1908年（明治40年）4月1日 - 「米沢市立商業学校」（乙種商業学校）と改称。
- 1917年（大正6年）
  - 4月1日 - 甲種商業学校となる。
  - 5月 - 大火により校舎全部を焼失したため、米沢市会議事堂内に仮教室を設置し授業を再開。
- 1919年（大正8年）
  - 1月 - 門東町に新校舎が完成。
  - 5月 - 再度大火のため校舎全部を焼失。北部尋常小学校内の一部に仮教室を設置。
  - 11月 - 南部尋常小学校に移転。
- 1920年（大正9年）3月 - 米沢市立高等小学校の廃校により、清水町のその校舎をすべてを継承し移転を完了。
- 1921年（大正10年）1月 - 校旗を樹立。
- 1922年（大正11年）5月 - 創立20周年を記念して校歌・校訓・綱領を制定。
- 1924年（大正13年）4月1日 - 山形県への移管により、「山形県立米沢商業学校」と改称。
- 1925年（大正14年）7月 - 福田町（現在地）に校舎が新築し移転を完了。
- 1944年（昭和19年）4月1日 - 教育ニ関スル戦時非常措置方策により、「山形県立米沢第二工業学校」に転換。土木科と建築科を設置。
- 1946年（昭和21年）
  - 4月 - 修業年限を5年（現在の中1から高2に相当）とする（ただし、4年修了時点で卒業することもできた）。
  - 9月 - 「山形県立米沢商業学校」に戻る。商業科に移籍しない生徒を山形県立米沢工業学校に移籍。
- 1947年（昭和22年）4月1日 - 学制改革（六・三制の実施）が行われる。
  - 商業学校の生徒募集を停止。
  - 新制中学校を併設し（名称:山形県立米沢商業学校併設中学校、以下・併設中学校）、商業学校1・2年修了者を新制中学校2・3年生として収容。
  - 併設中学校は経過措置としてあくまで暫定的に設置されたため、新たに生徒募集は行われず、在校生が2・3年生のみの中学校であった。
  - 商業学校3・4年修了者はそのまま在籍し、商業学校4・5年生となった（ただし、4年修了時点で卒業することもできた）。

新制・商業高等学校
- 1948年（昭和23年）
  - 4月1日 - 学制改革（六・三・三制の実施）により、商業学校が廃止され、新制高等学校「山形県立米沢第三高等学校[1]」が発足。
    - 商業学校卒業者（5年修了者）を新制高校3年生、商業学校4年修了者を新制高校2年生、併設中学校卒業者（3年修了者）を新制高校1年生として収容。
    - 併設中学校を継承し（名称:山形県立米沢第三高等学校併設中学校）、在校生が1946年（昭和21年）に商業学校へ最後に入学した3年生のみとなる。

  - 5月 - 定時制を併設。
- 1949年（昭和24年）
  - 3月31日 - 併設中学校を廃止。
  - 4月1日 - 一般商業課程と貿易課程を設置。
- 1950年（昭和25年）4月1日 - 「山形県立米沢商業高等学校」（現校名）と改称。
- 1955年（昭和30年）3月31日 - 貿易課程を廃止。
- 1963年（昭和38年）4月1日 - 上郷分校課程を商業科とする。
- 1964年（昭和39年）3月31日 - 南原分校を廃止。
- 1973年（昭和48年）4月1日 - 情報処理科（1学級）を新設。
- 1974年（昭和49年）4月 - 情報処理科の新校舎が完成。電算設備を導入。
- 1977年（昭和52年）4月1日 - 定時制夜間課程商業科の学級を2学級から1学級に減じる。
- 1978年（昭和53年）4月1日 - 定時制夜間課程普通科を1学級新設。
- 1984年（昭和58年）4月1日 - 定時制普通科の募集を停止。
- 1985年（昭和60年）4月1日 - 定時制商業科の募集を停止。
- 1988年（昭和63年）
  - 3月31日 - 定時制課程を廃止。
  - 4月1日 - 上郷分校の募集を停止。
- 1990年（平成2年）4月1日 - 制服を改定。
- 1991年（平成3年）3月31日 - 上郷分校を廃止。
- 1994年（平成6年）4月 - 国際経済科を新設し、3学科体制となる。
- 2001年（平成13年）
  - 3月 - 至誠会館が完成。
  - 4月 - 学科改編により、商業科を総合ビジネス科、国際経済科を国際ビジネス科、情報処理科を情報ビジネス科とする。
- 2002年（平成14年）6月 - 創立100周年記念式典を挙行。
- 2012年（平成24年）4月1日 - 制服を改定。
- 2014年（平成26年）4月1日 - 国際ビジネス科の募集を停止。
- 2022年（令和4年）4月1日 - 学科改編により、商業科2学級となる。
- 2025年（令和7年）- 山形県立米沢工業高等学校と統合し、山形県立米沢鶴城高等学校が開校に伴い、閉校[2]。

## 部活動
運動部
- 硬式野球部（男）
- バスケットボール部（女）
- バレーボール部（女）
- サッカー部（男）
- バドミントン部
- 陸上競技部
- 剣道部
- ソフトテニス部
- 弓道部
- ホッケー部（女）

文化部
- 吹奏楽部
- 小倉百人一首かるた部
- 総合芸術部
- 家庭研究部
- 商業研究部

## 著名な出身者
- 千葉源蔵 - 文藝春秋名誉会長
- 渡辺三郎 - 衆議院議員
- 中川勝 - 前米沢市長

## 交通アクセス
最寄りの鉄道駅
JR東日本 米坂線 「南米沢駅」より徒歩18分